# Celama coelobathra
Celama coelobathra är en fjärilsart som beskrevs av Turner 1944. Celama coelobathra ingår i släktet Celama och familjen trågspinnare. Inga underarter finns listade i Catalogue of Life.